# Андрей Стратилат
Андрей Стратилат Таврийский (греч. ̓Ανδρέας ὁ Στρατηλάτης, † ок. 302) — христианский святой Католической и Православной церкви, воин-мученик. 
Память совершается 19 августа (1 сентября).

## Житие

Мученик Андрей Стратилат. Минейная икона (ЦАК МДА). Фрагмент.

Андрей Стратилат был военачальником в римских войсках в правление императора Максимиана (285 — 310 годы). 
За его храбрость, непобедимость и справедливость будущий святой был любим в римских войсках. Когда многочисленное персидское войско вторглось в сирийские пределы, правитель Антиох поручил Андрею руководство римскими войсками, дав ему титул «Стратилат», что значит "главнокомандующий". Святой Андрей выбрал себе небольшой отряд храбрых воинов и выступил навстречу противнику. Его воины были язычниками. Сам святой Андрей ещё не принимал крещения, но уверовал в Иисуса Христа. Перед сражением он убеждал воинов, что языческие боги — бесы и помощи в сражении оказать не могут. Он проповедовал им Иисуса Христа как Всесильного Бога Неба и земли, подающего помощь всем верующим в Него. Воины вступили в сражение, призывая на помощь Спасителя. Небольшой отряд обратил в бегство многочисленное войско персов. Святой Андрей вернулся из похода со славой, одержав полную победу.
Но завистники донесли правителю Антиоху, что он — христианин, обративший в свою веру подчинённых воинов. Святой Андрей был вызван на суд, и там он подтвердил свою веру во Христа. За это его подвергли пытке. Он сам лёг на раскалённое медное ложе и, как только обратился за помощью к Господу, ложе остыло. Воинов распяли на деревьях, но ни один из них не отрёкся от Христа. Заточив святых в темницу, Антиох послал донесение императору, не решаясь сам предать смерти прославленного победителя. Император знал, как войско любило святого Андрея, и, опасаясь возмущения, послал приказ освободить мучеников, а тайно велел под каким-либо предлогом казнить каждого порознь.
Освободившись, святой Андрей вместе с дружиной воинов пришёл в город Тарс. Там их крестили местный епископ Пётр и епископ Нон Верийский. Затем воины перешли в местность Таксанаты. Антиох написал письмо правителю Киликийской области Селевку, чтобы тот под видом погони за оставившими знамёна настиг дружину святого Андрея и умертвил их. Селевк нагнал мучеников, остановившихся в ущельях гор Тавра, где им по откровению предстояло пострадать. Святой Андрей, называя воинов своими братьями и детьми, призвал их не бояться смерти. Он молился за всех, кто будет чтить их память, и просил Господа послать людям целебный источник на месте, где прольётся их кровь. Во время этой молитвы не сопротивлявшиеся мученики были усечены мечами (+ ок. 302). В тот же миг из земли истёк источник. Епископы Пётр и Нон, которые с клириками тайно следовали за дружиной святого Андрея, погребли их тела. Один из клириков, с давнего времени страдавший от злого духа, напился из источника воды и сразу исцелился. Молва об этом разнеслась среди окрестных жителей, и они стали приходить к источнику и, по молитвам святого Андрея и пострадавших с ним 2593 мучеников, получали благодатную помощь от Бога.

## Иконография
В византийском иконописном искусстве существовало несколько типов изображения Андрея Стратилата. Наиболее распространён тип молодого воина-мученика в доспехах с тёмными волосами и небольшой бородкой. В древнерусском искусстве Андрей обычно изображался в воинских доспехах и плаще, с крестом в руке, с короткой бородой и вьющимися волосами с проседью; в храмовых росписях — обычно на столпе, в рост, с копьём, луком и щитом.
В «Ерминии» Дионисия Фурноаграфиота о внешности святого Андрея сказано «старец кудрявый». Иконописный подлинник XVII века, изданный Сергеем Большаковым в 1903 году, указывает, что он «сед, власы курчеваты, брада Иоанна Богослова, во бронях, приволока празелень, доспех клетчат, риза празелень, испод лазорь, нагавицы багор, в правой руке крест, а в левой копие, за левую щит».